# Environnement au Gabon

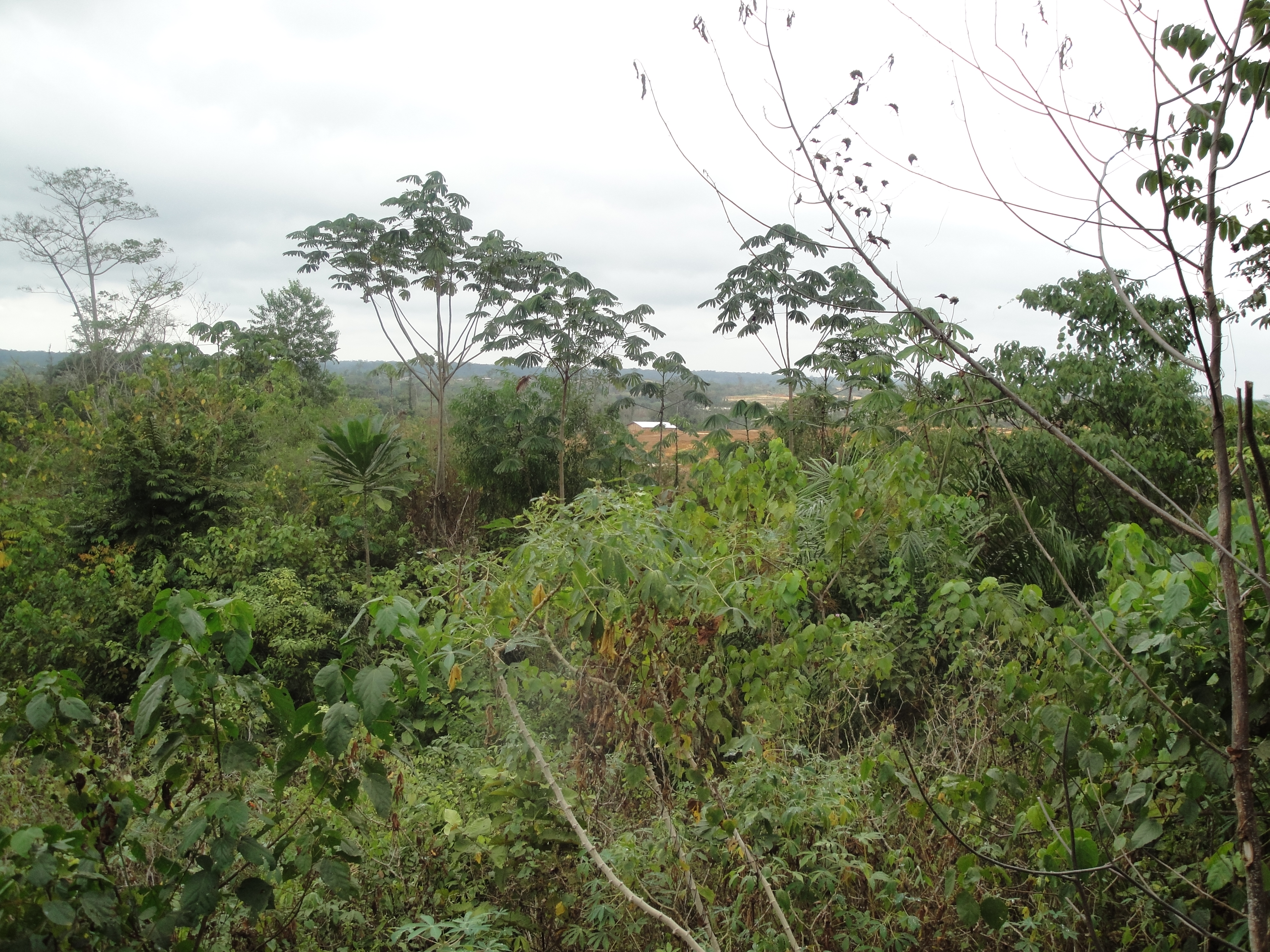
La végétation du Gabon

L'environnement au Gabon est l'environnement (ensemble des éléments - biotiques ou abiotiques - qui entourent un individu ou une espèce et dont certains contribuent directement à subvenir à ses besoins) du Gabon, pays d'Afrique centrale. 
Le pays est caractérisé par son couvert forestier qui représente, en 2021, 88 % de la superficie du pays. Depuis 2015, le pays s'est engagé dans un partenariat avec plusieurs pays dont la Norvège, pour lutter contre la déforestation.
Outre le fait que les forêts tropicales abritent environ la moitié de la biodiversité terrestre, elles représentent d’importants puits de carbone pour lutter contre le dérèglement climatique. Le massif africain absorbe l’équivalent de 4 % des émissions mondiales de CO2 chaque année.

## La biodiversité du Gabon
Le sol est occupé à 88 % par un couvert forestier. Le Gabon fait partie des pays d’Afrique centrale qui abritent le deuxième massif forestier tropical de la planète. Les forêts tropicales abritent environ la moitié de la biodiversité terrestre.

## Impacts sur les milieux naturels

### Pollutions

#### Les émissions de gaz à effet de serre (GES)
Le massif forestier africain absorbe l’équivalent de 4 % des émissions mondiales de CO2 chaque année.

#### Déchets
Un habitant d'Afrique sub-aharienne génère en moyenne 165 kg de déchets par an et par habitants en 2023 (soit nettement moins que dans les pays plus riches).

### Impacts de l'urbanisation
La population, de moins de deux millions d’habitants, est concentrée dans les villes côtières.

## Politique environnementale au Gabon

### Aide internationale
L’Initiative pour la forêt d’Afrique centrale (CAFI) réunit plusieurs pays industrialisés ; la Norvège en est le principal bailleur. Ce fonds créé en septembre 2015, quelques semaines avant que ne soit signé l’Accord de Paris sur le climat, est géré par le Programme des Nations unies pour le développement (PNUD). Grâce à ce partenariat, la Norvège va verser, en 2021, 17 millions de dollars pour les 3,4 millions de tonnes de CO2 supplémentaires séquestrées en 2016 et 2017. La rémunération étant de cinq dollars la tonne de carbone séquestré, le Gabon pourrait au total percevoir 150 millions de dollars s’il maintient ses efforts.